# Lewis Weston Dillwyn
Pour les articles homonymes, voir Dillwyn (homonymie).
Lewis Weston Dillwyn est un naturaliste et un membre du parlement britannique, né le 21 août 1778 à Ipswich dans le Suffolk et mort le 31 août 1855.